# Бернгард Баєр
Бернгард Баєр (нім. Bernhard Baier, 12 серпня 1912 — 26 квітня 2003) — німецький плавець і ватерполіст.
Срібний призер Олімпійських Ігор 1936 року.